# 邱晓华
邱晓华（1958年1月27日—），男，福建宁化人，中华人民共和国经济学家、高级统计师，曾任中华人民共和国国家统计局局长，第十届全国政协委员，第九、十届全国青联、国家机关青联和北京市青联副主席。2006年因涉及上海社保资金案、涉嫌重婚等严重违法违纪行为被“双开”（即开除党籍、开除公职）。经法院审理后，因重婚罪被判处有期徒刑一年，出狱后在私营企业及学术机构任职。

## 生平

### 早年经历
1958年1月，邱晓华出生在福建省宁化县翠江镇一个普通农民家庭。6岁丧母，他和姐姐由外婆抚养长大，生活艰辛。邱晓华酷爱读书，擅长写作，曾立志要成为作家或新闻记者。文化大革命末期，1976年高中毕业的邱晓华参加工作，在宁化县家乡插队劳动。因为文字功底出色，曾被安排在人民公社里做文秘、记录水文气象资料等工作
1978年3月，高考制度恢复后，邱晓华考入厦门大学经济系计划统计专业。在校期间，担任学生干部，1982年加入中国共产党。1982年2月，毕业后的邱晓华被分配到国家统计局国民经济综合统计司工作，开始了长达24年的统计生涯。

### 统计生涯
在国家统计局，邱晓华不断发表文章、撰写统计分析报告。1986年，邱晓华撰写的《从国情国力出发看我国经济发展对策》一文受到薄一波重视。1987年，邱晓华撰写的《我国农副产品出口情况、问题和对策》报告受到中央领导重视。他还参与了第一本《中国统计年鉴》的编制工作。1988年，30岁的邱晓华被破格提拔为国家统计局综合司见习副司长；不久被任命为综合司副司长。
1980年代末，中国在全国范围内出现了“抢购风”，人们争抢、囤积食品和生活用品。随后国家进入经济治理整顿时期。1991年11月，在治理整顿的第三年，《人民日报》整版刊登了邱晓华的文章《对三年治理整顿的反思与回顾》，文中提出“治理整顿已经可以结束，留存的问题应在继续深化改革中解决”。这项建议提出后不到一个月，国家的治理整顿宣告结束。经济学界开始注意到，时年33岁的普通公务员－邱晓华。
1993年，邱晓华出任国家统计局总经济师兼新闻发言人，并由此为外界熟悉。媒体对他的评价是，“善于用数字说话的学者型少壮派官员”。1996年至1997年，邱晓华在美国斯坦福大学亚太研究中心当高级访问学者。回国后，1998年进入北京师范大学攻读研究生。2001年获经济学硕士学位。2001年至2003年继续在北京师范大学攻读博士，2003年获经济学博士学位。
1998年8月，到安徽省担任安徽省人民政府省长助理，挂职锻炼一年。1999年9月，回到国家统计局任副局长、党组成员。2003年7月升任国家统计局党组副书记。根据中国共产党中央委员会2005年11月7日中委〔2005〕255号通知，中央批准：邱晓华任中共国家统计局党组书记；免去李德水的国家统计局党组书记职务。根据中华人民共和国国务院2006年3月11日国人字〔2006〕16号通知，任命邱晓华为国家统计局局长；免去李德水的国家统计局局长职务。邱晓华是自中华人民共和国成立以来，由统计系统里成长出来的最年轻的副部级干部；也是10年来首位出自统计系统的国家统计局局长。

### 突然下台
2006年是中国第十一个“五年规划”的开局之年。国家统计局承担了很多制度改革的任务。然而，新任局长邱晓华在上任仅七个月后，被突然免职。2006年10月19日，国家统计局新闻发言人表示，“有关部门在调查上海社保资金案中，发现国家统计局原局长邱晓华涉嫌严重违纪，中央纪委正在对其进行审查。”
2007年1月，中央纪委、监察部对外宣布了有关“邱晓华涉嫌严重违纪”的审查结果。这份调查指出，邱晓华在担任国家统计局领导职务期间，丧失党性原则，收受不法企业主所送礼金，生活腐化堕落，还涉嫌重婚犯罪；根据《中国共产党纪律处分条例》和《中华人民共和国公务员法》的有关规定，给予邱晓华开除党籍、行政开除的“双开”处分。2007年2月28日，中国人民政治协商会议第十届全国委员会常务委员会第十六次会议通过《关于撤销邱晓华政协委员资格的决定》，撤销邱晓华的第十届全国政协委员资格。

#### 重婚案
邱晓华和妻子聂春榕（又一说“聂春荣”）原是高中同学。在邱晓华读大学期间，两人确立了恋爱关系。大学毕业后，邱晓华被分配到北京工作；而高中毕业的聂春榕是福建当地某工厂的普通工人。两人在1983年结婚；第二年，女儿邱实出生。当时邱晓华还没有能力将妻女接到北京生活，聂春榕就独自承担起照顾女儿的责任。在分隔两地四年后，一家三口才团聚。
1999年，聂春榕被诊断出患有系统性红斑狼疮，身上出现大块红斑并严重脱发。随着病情加重及激素治疗影响，原本身材高挑的聂春榕越来越臃肿，夫妻隔阂也由此产生。邱晓华后与一位年轻女记者确立了恋爱关系。2005年8月19日，这位女记者为邱晓华生了一个儿子；并试图让邱晓华与聂春榕离婚。

#### 上海社保资金案
至于邱晓华涉嫌上海社保资金案，据称也是因该女记者的关系。涉案人员、上海富豪张荣坤和邱晓华同为全国政协委员，为加强联系，曾送给女记者一套上海豪宅供其居住。案发后，张荣坤被抓，并很快供出邱晓华。除了涉嫌重婚罪外，邱晓华自2003年起还涉嫌先后4次收受总计约22万元的礼金。
2007年3月20日，北京市第一中级人民法院开庭审理此案。经查明，邱晓华收受礼金尚未构成受贿罪；但因重婚罪，随后判处邱晓华有期徒刑一年。邱晓华成为中华人民共和国第一个因重婚罪而被追究刑事责任的省部级官员。

### 出狱之后
邱晓华的刑期从2007年2月起算，在秦城监狱服刑。2008年2月邱晓华出狱。出狱后，2008年3月至5月任中青旅集团高级顾问。2008年6月至2010年2月任中国海洋石油总公司高级研究员。2008年8月28日，一篇题为《掌控当前经济形势的政策建议》的文章出现在《经济观察报》网站上，文章署名“原国家统计局局长、现中海油高级研究员邱晓华”，这是他出狱后公开发表的第一篇署名文章。2010年3月至2012年9月，任中国海洋石油总公司能源经济研究院（政策研究室）首席经济学家。2009年6月起，任中国国际经济交流中心学术委员，高级研究员。2009年10月起，任天相投资顾问有限公司首席经济学家。
2012年，邱晓华出任民生证券首席经济学家。2012年，邱晓华接替刘晓初出任紫金矿业副董事长。后来任中国泛海控股集团董事，华兴银行首席经济学家，新华都商学院教授，澳门城市大学教授，紫金矿业执行董事，纳川股份独立董事，齐鲁资管独立董事等职务。2018年7月 为阳光保险集团阳光保险集团 阳光资产管理股份有限公司首席战略官。

## 学术成就
邱晓华曾担任厦门大学、中国科技大学、西安统计学院、北京师范大学、上海财经大学、中央社会主义学院的兼职教授，中国社会科学院金融研究中心、中国体制改革研究会、农业部研究中心、清华大学中国经济研究中心等研究机构的研究员。
主要研究领域：宏观经济和综合统计，中国经济改革与发展领域。曾先后发表有关中国经济改革与发展的研究文章400多篇；著有《中国经济热点追踪》、《改革十年宏观调控分析》、《中国的道路――我眼中的中国经济》等专集；并多次参加国务院《政府工作报告》和中央经济工作会议文件的起草工作。他还曾是中国人民银行货币政策委员会委员。